# خانه بچاری
خانه بچاری مربوط به دوره قاجاریه و حاکمیت شیخ خزعل در خوزستان است و در آبادان، خیابان دبستان، روبروی سینما نفت واقع شده و این اثر در تاریخ ۲۳ شهریور ۱۳۸۲ با شمارهٔ ثبت ۹۹۶۸ به‌عنوان یکی از آثار ملی ایران به ثبت رسیده است.

## موقعیت بنا
«اثر ملی خانهٔ بچاری واقع در آبادان، ابتدای خیابان دبستان، روبه‌روی سینما نفت در تاریخ سوم شهریور ۸۲ و تحت شماره ۹۹۶۸ پس از گذراندن تمام مراحل قانونی و برابر قانون آثار ملی مصوب ۱۳۰۹ و آیین اجرایی آن مصوب ۱۳۱۱ خورشیدی در فهرست آثار ملی ایران به ثبت رسیده است.
در زمانی که اثر در فهرست آثار ملی ایران به ثبت رسید، مالک بنا از ثبت شدن ملک خود در فهرست آثار ملی ایران اطلاع کامل داشته و عدم اعتراض به ثبت توسط ایشان از زمان ثبت (سوم تیر ۸۲) تا زمان درج خبر (چهار اسفند ۸۸) این موضوع را ثابت می‌کند. در ضمن تخریب بناهای تاریخی که در فهرست آثار ملی ایران به ثبت رسیده‌اند، برابر ماده ۵۵۸ قانون مجازات اسلامی جرم محسوب و متخلف به مراجع قضایی معرفی خواهد شد.
این بنا در ۲ طبقه و با طراحی خاص، چوب‌بری‌های زیبا و حالت ایوانی ساخته شده و در ابتدای خیابان دبستان، روبه‌روی سینما نفت در شهرستان آبادان قرار دارد.
این بنا متأسفانه تخریب شد